# Marcel Lobelle
Marcel Jules Odilon Lobelle (Kortrijk, 1893 – Slough, 30 agosto 1967) è stato un ingegnere belga, importante progettista aeronautico. Presso l'industria Fairey realizzò il caccia Fairey Firefly II, l'aerosilurante Fairey Swordfish, il bombardiere leggero Fairey Battle, il caccia imbarcato su portaerei Fairey Fulmar, e gli aerosiluranti Fairey Albacore e Fairey Barracuda.

## Biografia
Nacque a Kortrijk, Fiandre  nel 1893. Prestò servizio nell'Esercito belga all'inizio della prima guerra mondiale, combattendo in un reparto d'élite, il 1º Reggimento granatieri. Rimase gravemente ferito nel combattimento di Tervaete, durante la battaglia dell'Yser, avvenuta nell'ottobre 1914. In seguito alle ferite riportate fu destinato a ruoli ausiliari, fino ad essere congedato dall'esercito nel corso del 1917. Trasferitosi in Gran Bretagna, iniziò a lavorare nell'industria aeronautica W. G. Tarrant Company, dove collaborò alla realizzazione del bombardiere pesante Tarrant Tabor, passando quindi alla Martinsyde.
Dopo la fine del conflitto andò a lavorare presso la società Fairey Aviation Company Ltd, che in quel periodo stava attraversando tempi difficili, come del resto tutte le industrie aeronautiche dell'epoca, a causa degli scarsi ordini passati dalla Royal Air Force.  Nondimeno la Fairey riuscì a diventare uno dei regolari fornitori dell'aviazione navale britannica.
Alla Fairey ricoprì inizialmente l’incarico di assistente del capo progettista Charles Richard Fairey presso il reparto disegno e progettazione, mentre un altro ingegnere belga, Ernest Oscar Tips, si occupò di ricoprire altre funzioni: pilota collaudatore e responsabile delle consegne. In seguito Lobelle sostituì C. R. Fairey come capo progettista dell’azienda.

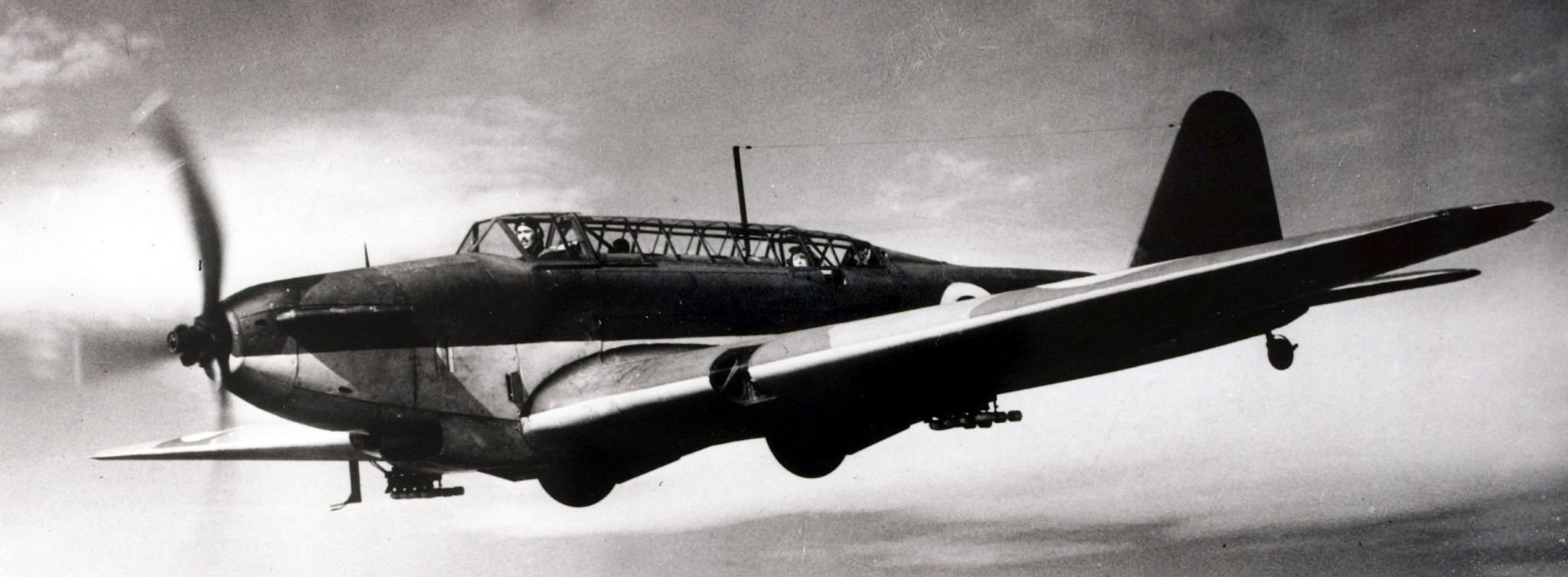
Un bombardiere leggero Fairey Battle in volo.

Il primo prodotto da lui realizzato nel 1925, su iniziativa privata della ditta, fu il prototipo del caccia Fairey Firefly, destinato all'esportazione in Belgio. Lasciata la direzione della Fairey nel 1940, si trasferì alla R. Malcolm Company dove, nel 1941, realizzò il progetto del caccia con fusoliera asimmetrica ML Night Fighter, noto anche ML NF.18/40, che rimase allo stadio di progetto.
Nel 1946 la ditta assunse la denominazione M.L. Aviation, dalle iniziali di Eric Mobbs e Marcel Lobelle, rispettivamente direttore aziendale e capo disegnatore. Presso la M.L. Aviation progetto e realizzò un primo prototipo di seggiolino eiettabile la cui sperimentazione reale avvenne nell'aprile 1951 con un lancio da un caccia Boulton Paul P.82 Defiant TT Mk.II, appositamente modificato. Tale esperimento fu un totale fallimento, e portò alla morte del capo collaudatore della Hawker Aviation, lo Squadron Leader “Wimpey” Wade.
In seguito a ciò la Royal Air Force preferì acquistare il prodotto concorrente, realizzato dalla Martin-Baker. Del 1952 è il progetto dell’aereo telecomandato U120D, destinato ad operare come bersaglio per le esercitazioni di tiro e del 1961 quello per un casco di volo integrato con la maschera di ossigeno.
Si spense presso il Wexham Park Hospital di Slough, Berkshire, Gran Bretagna il 30 agosto 1967.

## Progetti

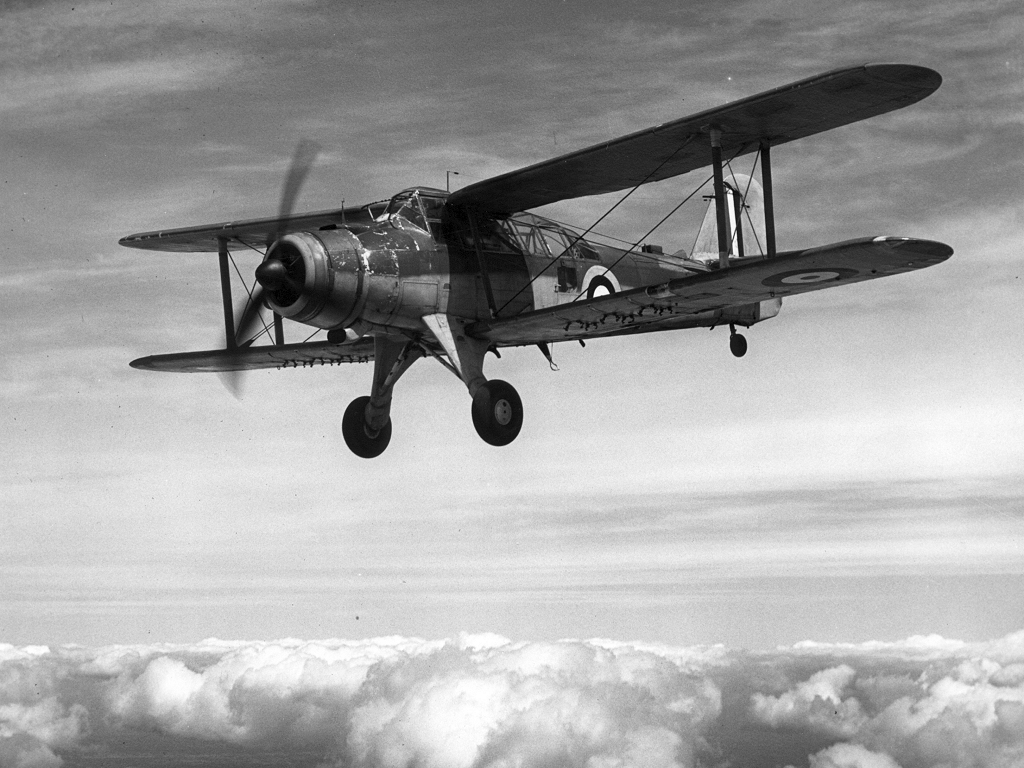
Un aerosilurante biplano Fairey Albacore in volo

- Fairey Fox (1925)
- Fairey Firefly II (1929)
- Fairey Swordfish (1934)
- Fairey Fantôme (1934)
- Fairey Battle (1936)
- Fairey P.4/34 (1937)
- Fairey Fulmar (1937)
- Fairey Albacore (1938)
- Fairey Barracuda
- ML Aviation NF.18/40
- ML Aviation U120D

### Periodici
- (EN) Peter Garrison, The Wrong Stuff, in Flying, vol. 132, n. 5, New York, Hachette Filipacchi Media Inc., May 2005,  pp. 44-52.
- The Times, 1 September 1967 page 14 (notizia della morte)